# Geoglossum montanum
Geoglossum montanum är en svampart som tillhör divisionen sporsäcksvampar, och som beskrevs av John Axel Nannfeldt. Geoglossum montanum ingår i släktet Geoglossum, och familjen Geoglossaceae. Arten är reproducerande i Sverige.